# Comité Revolucionario
Un Comité Revolucionario o revkom (ruso: Революционный комитет, ревком) fue una organización liderada por los bolcheviques en la Rusia soviética y otras repúblicas soviéticas para servir a los gobiernos provisionales y administraciones soviéticas temporales en territorios bajo el control del Ejército Rojo en 1918-1920, durante la Guerra Civil Rusa y la intervención militar extranjera. Las formas de su trabajo fueron heredadas de los Comités Militares Revolucionarios de la Revolución rusa de 1917. El nombre fue tomado de la historia de la Revolución Francesa, donde fueron creados comités révolutionnaires, siendo los comités superiores el Comité de Seguridad Pública y el Comité de Seguridad General. 
Los comités revolucionarios fueron creados habitualmente anticipándose a los avances del Ejército Rojo. En algunos casos, fueron creados en lugares alejados de los teatros de combate, como fue el caso del Comité Revolucionario Polaco Provisional. En otros casos, fueron creados bajo la clandestinidad por poblaciones locales bajo la dirección de los bolcheviques, que a continuación organizaron la insurgencia y solicitaron ayuda al Ejército Rojo, como por ejemplo sucedió en el caso de Azerbaiyán, que tomó el poder en Bakú cuando las tropas británicas eran evacuadas y entonces solicitaron ayuda a Moscú. 
Algunos revkoms fueron exitosos, mientras otros no. Había diferentes niveles de revkoms, de acuerdo a las divisiones administrativas de las repúblicas, las heredadas del Imperio Ruso (gubernia, uyezd, vólost) y las zonas rurales.
Según el decreto del Comité Ejecutivo Central de los Sóviets de Rusia (VTsIK) (el cuerpo legislativo soviético central), Sobre los Comités Revolucionarios (24 de octubre de 1919), había tres tipos importantes de revkoms:
- En zonas tomadas por el Ejército Rojo.
- En zonas de frente.
- En zonas de retaguardia.

En la mayor parte de los territorios todos los revkoms de nivel local fueron abolidos en enero de 1920, con algunas excepciones:
- En 1920: en la gubernia de Arcángel (febrero-abril), en el territorio de los alemanes del Volga (febrero), en Asia Central, Ucrania, Kubán, Bielorrusia, Daguestán y Azerbaiyán.
- En 1921: Armenia y Georgia.
- En Siberia el Sibrevkom existió hasta 1925.